# BMW F800 ST
La BMW F800 ST (scritto anche BMW F 800 ST) è una motocicletta stradale prodotta dalla casa motociclistica tedesca BMW Motorrad a partire dal 2006 al 2012. 
Si basa sul progetto della serie F800, con la quale condivide soluzioni tecniche e parti meccaniche, adottate anche dalla F800S, F800 GS, F650 GS e F800 R. È stata sostituita dalla F800 GT.

## Descrizione
Il suo propulsore bicilindrico in linea da 798 cm³ eroga una potenza di 85 CV, con un rapporto di compressione di 12:1 e una coppia massima di 86 Nm a 5800 giri/min. I cilindri del motore, che sono inclinati di 30 gradi in avanti, hanno un alesaggio di 82 mm e una corsa di 75,6 mm. La distribuzione è a due alberi a camme (DOHC) a 8 valvole.
Esso viene gestito da un cambio a sei rapporti ad innesti frontali.